# Lol Creme

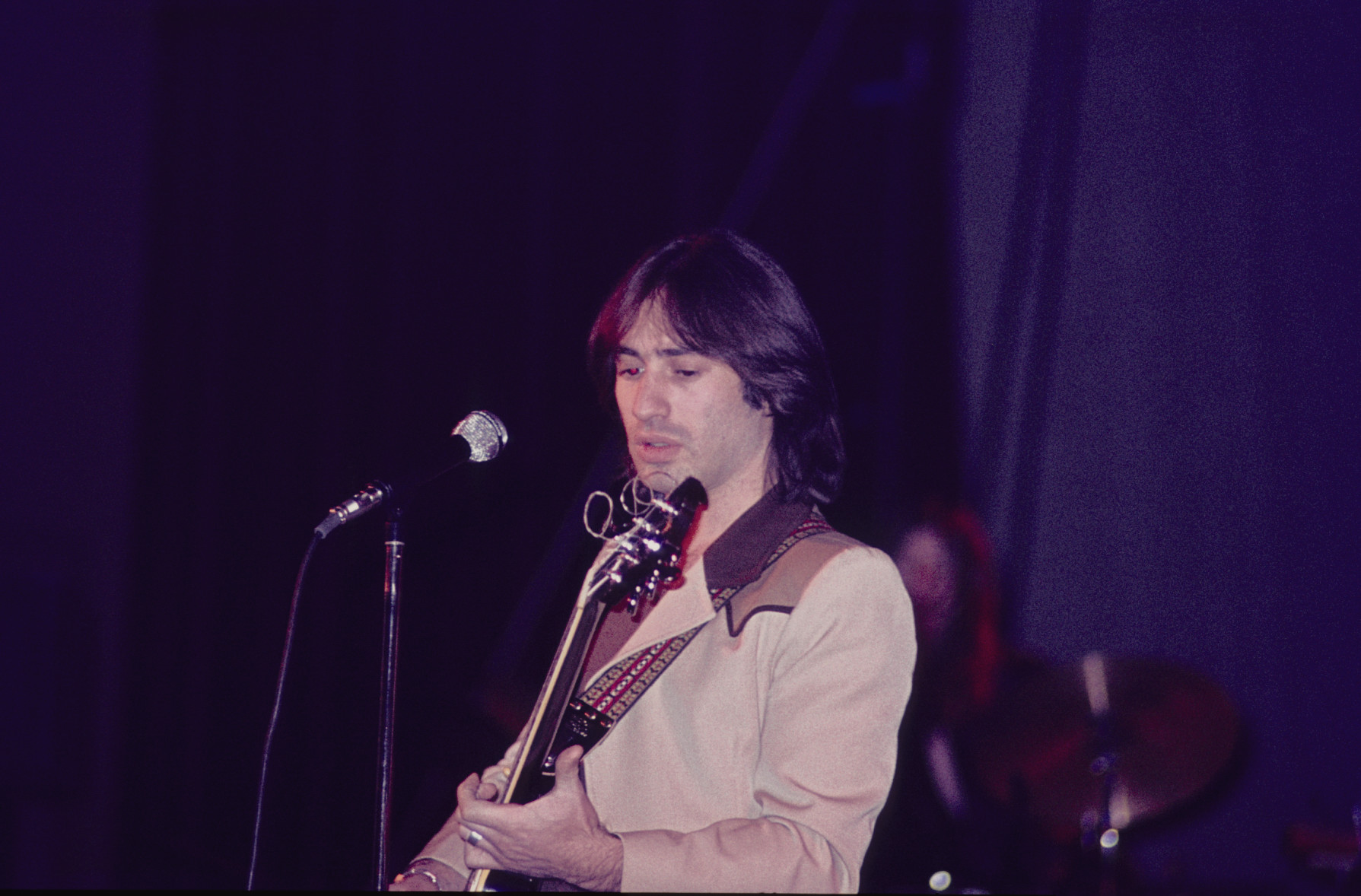
Lol Creme (1976)

Lol Creme (eigentlich Laurence Neil Creme; * 19. September 1947 in Manchester) ist ein englischer Musiker.

## Karriere
Er begann seine musikalische Karriere bei der Band Hotlegs. Bekannt wurde er als Mitglied der Band 10cc.
Gegen Ende des Jahres 1976 wandte sich Lol Creme zusammen mit seinem Partner Kevin Godley dem Projekt Godley & Creme zu, später dann vermehrt der Produktion von Musikvideos. Er arbeitete für Künstler wie Peter Gabriel, Herbie Hancock, The Police oder Duran Duran.
1998 wurde er Mitglied der Band The Art of Noise.

## Diskografie

### Godley & Creme
Alben
- 1977: Consequences
- 1978: L
- 1979: Freeze Frame
- 1979: Music from Consequences (Kompilation)
- 1981: Ismism
- 1983: Birds of Prey
- 1985: The History Mix Volume 1
- 1988: Goodbye Blue Sky

Singles
- 1977: Consequences
- 1978: Sandwiches of You
- 1979: An Englishman in New York
- 1980: Wide Boy
- 1980: Submarine
- 1981: Wedding Bells
- 1981: Under Your Thumb
- 1982: Snack Attack
- 1982: Save a Mountain for Me
- 1983: Samson
- 1984: Golden Boy
- 1985: Cry / Love Bombs
- 1985: Golden Boy (Remix)
- 1987: Snack Attack (Remix)
- 1988: A Little Piece of Heaven
- 1988: 10,000 Angels
- 1988: Interview Album

## Musikvideos
Ab 1982 produzierte er mit Kevin Godley Video-Clips u. a. für The Police, Duran Duran, Frankie Goes to Hollywood, Peter Gabriel mit Kate Bush (Don’t Give Up) und Yes.